# Secretaría de Derechos Humanos (Ecuador)
El Ministerio de la Mujer y Derechos Humanos es la cartera de Estado rectora de la política pública de Derechos Humanos en el Ecuador.

## Historia
Fue creada el 15 de noviembre de 2007, bajo el nombre de Ministerio de Justicia y Derechos Humanos, durante la presidencia de Rafael Correa.
El 30 de junio de 2010 el presidente Rafael Correa cambió el nombre a Ministerio de Justicia, Derechos Humanos y Cultos.
El 14 de enero de 2019 el presidente Lenín Moreno lo transformó a Secretaría de Derechos Humanos.
El 29 de noviembre de 2022 durante el gobierno de Guillermo Lasso se cambió la denominación a Ministerio de la Mujer y y Derechos Humanos. Su primera titular fue Paola Flores Ordóñez, quien ocupó el cargo hasta el 21 de noviembre de 2023. 